# Elerji
Jelarji este o localitate din comuna Koper, Slovenia, cu o populație de 141 de locuitori.